# Xylophanes jamaicensis
Xylophanes jamaicensis es una polilla de la familia Sphingidae que habita en Jamaica.
Es similar a Xylophanes porcus porcus, pero su envergadura es más corta y más ancha, el ángulo anal está más avanzado y el margen externo esta más hundido bajo del ápice. 
Las larvas probablemente se alimentan de especies de Rubiaceae y Malvaceae.